# Фондові біржі в Україні
Фондові біржі в Україні — фондові біржі, що базуються в Україні. Фондові біржі почали формуватися на початку 1990-х років, але лише після Помаранчевої революції фондовий ринок в Україні показав помітне зростання. На стан фондового ринку дуже негативно вплинула російська збройна агресія 2014 року. Станом на 2020 рік низка бірж в Україні належала росіянам.
На фондовому ринку України діють акції, державні та муніципальні облігації внутрішньої позики, облігації підприємницьких структур, казначейські зобов'язання, ощадні сертифікати, державні та компенсаційні сертифікати, житлові чеки, інвестиційні сертифікати, облігації зовнішньої позики.

## Опис ринку
Згідно з класифікацією Standard & Poor's, ринок цінних паперів в Україні визначається як Frontier Market (див. Кредитний рейтинг). До класу входять близько 20 країн світу, серед яких кілька сусідів України (більшість із них — члени Європейського Союзу, такі як Румунія, Болгарія, країни Балтії та інші. У 2011 році Standard & Poor's присвоїло Україні найнижчий інвестиційний рейтинг B поряд з такими країнами, як Білорусь, Боснія та Албанія.
Найбільшою фондовою біржею, яка добре зарекомендувала себе в 2005 році, була Фондова біржа ПФТС. Її також визнає S&P. Фондова біржа, розташована в Києві, у 2005 році володіла приблизно 86% ринкових контрактів в Україні. У 2011 році Національне рейтингове агентство України «Рюрик» склало аналітичний огляд фондового ринку України на основі звіту Національної комісії з цінних паперів та бірж «Український фондовий ринок у 2011 році: довіра, стабільність та зростання». Згідно з оглядом, 98% усіх контрактів зосереджено на трьох біржах України: ПФТС, Перспектива та Українська біржа (УБ). І якщо у 2010 році ПФТС володіла майже 50% усіх торгів, то у 2011 році вона трохи поступилася за обсягом торгів «Перспективі» та УБ, але все ще залишалася провідною біржею країни.
На початку 2000-х років, фондовий ринок України можна було віднести до ринків з вкрай низькою ліквідністю. Про це свідчив значний розрив між котируваннями покупки й продажу фондових активів. У середньому він становив за групою найпопулярніших паперів 20 % — 25 %. Водночас скажімо, у Росії цей показник не перевищував 1,5 — 2,0 %.
Про низьку ліквідність фондового ринку говорив також такий факт: У 1997 році в лістингу ПФТС були присутні 150 емітентів, але угоди відбувалися тільки з 87, і на перший десяток найбільш ліквідних емітентів припадало 67,9 % загального обсягу угод.[джерело?] У 2003 році близько 12000 угод на 130 емітентів облігацій (480, якщо вважати серії). Кількість угод з цінними паперами, укладених у 2003 році, — 17389 (у 2002 році — 18662), тобто практично залишилася на попередньому рівні.[джерело?]
Крім низької ліквідності на фондовому ринку України існує ще одна фундаментальна проблема: вкрай низький відсоток акцій блакитних фішок, що вільно торгуються на біржі (так званих free-float stock). А це означає, що фондовий ринок України є вкрай недорозвиненим та на ньому неможливо реалізовувати довготривалі інвестиційні стратегії. Внаслідок цього український фондовий ринок є більш мінливий (англ. volatile) ніж його закордонні аналоги.

## Історія
У ХІХ — на початку XX ст. фондовий ринок в Україні розвивався в основних фінансових центрах — Києві, Одесі, Харкові, Львові, де вже існували товарно-фондові біржі.
Першою фондовою біржею стала Українська фондова біржа, створена в 1991 році за кошти гранту уряду Франції в розмірі 5 мільйонів доларів США. Того ж року парламент ухвалив Закон України «Про цінні папери та фондовий ринок», «Про приватизаційні папери», «Про банки та банківську діяльність». Одночасно з'являються перші українські акції і перші торговці цінними паперами.
У 1994 році вийшов Указ Президента «Про інвестиційні фонди та інвестиційні компанії». У наступному році була створена Державна комісія з цінних паперів і фондового ринку, яка встановлює правила торгівлі цінними паперами (подібно до Комісії з цінних паперів і бірж США).
У 1995-му році Верховна Рада України приймає Постанову «Про Концепцію функціонування і розвитку фондового ринку в Україні». Пожвавлення законодавчої діяльності у сфері цінних паперів відбулося після прийняття Указу Президента України «Про державну комісію з цінних паперів і фондового ринку» від 12 червня 1995 р., 30 жовтня 1996 року було прийнято Закон України «Про державне регулювання ринку цінних паперів України», 9 липня 1996 р. — закон "Про внесення змін і доповнень до закону України «Про цінні папери і фондову біржу».
У 1996 році була створена система електронної торгівлі ПФТС. Наступного року приватний сектор створив спільний депозитарій «Міжрегіональний фондовий союз».
У 2001 році в Україні вже діяло 6 бірж і 2 торгово-інформаційні системи (ТІС). Починаючи з 2002 року, в Україні почали чітко домінувати два фондові майданчики: ПФТС та УМВБ. Їхня частка у 2002 році — майже 98,11 % всіх угод, укладених на організованому ринку. Станом на 2002 рік, решта торгових секторів поділили між собою ринок таким чином: Українська фондова біржа (УФБ) — 0,81 %, Київська міжнародна фондова біржа (КМФБ) — 0,73 %, Придніпровська фондова біржа (ПФБ) — 0,04 %, Донецька фондова біржа (ДФБ) — 0,03 %, Українська міжбанківська фондова біржа (УМФБ) — 0,24 %, Кримська фондова біржа (КФБ) — 0,04 %.[джерело?]
Ще один імпульс до розвитку фондового ринку дала поява «Української біржі» у 2008 році, яка впровадила ринок заявок. Це, своєю чергою, поклало початок такому явищу як інтернет-трейдінг.
З липня 2017 року українці мають легальну можливість інвестувати на міжнародних фондових ринках. Для цього потрібно спочатку відкрити рахунок в іноземного брокера і потім вивести кошти в рамках е-ліміту НБУ.

## Перелік фондових бірж
- Українська біржа
- Кримська біржа
- Луганська біржа
- Дніпровська біржа
- Донецька фондова біржа
- Київська міжнародна фондова біржа
- Українська міжбанківська валютна біржа
- Українська універсальна біржа
- Українська енергетична біржа
- Східно-Європейська фондова біржа
- Українська міжнародна фондова біржа
- Українська фондова біржа
- Фондова біржа Перспектива

товарні
- Аграрна біржа

колишні
- Придніпровська фондова біржа
- Фондова біржа Іннекс

історичні
- Київська товарна біржа
- Одеська товарна біржа
- Одеська біржа

## Перелік торгово-інформаційних систем
- Фондова біржа ПФТС
- Південноукраїнська торгово-інформаційна система
- Фондова біржа Перспектива

## Популярні індекси
- індекс ПФТС
- KP-Dragon
- UX Index
- UAI-50

## Зовнішні посилання
- Official website of the National Commission of Securities and Exchange
- Ukrainian Studies on Stock Exchange
- Закон України "About Securities and Stock Exchange
- Biggest Stock Exchanges
- Ukrainian Stock Exchange official website
- Ukrainian Universal Commodity Exchange official website